# مسجد گنجی (امام حسین)
مسجد گنجی (امام حسین) مربوط به اواخر دوره قاجار -اوایل دوره پهلوی است و در سربیشه، خیابان امام خمینی (ره) واقع شده و این اثر در تاریخ ۱۰ مهر ۱۳۸۰ با شمارهٔ ثبت ۳۹۶۷ به‌عنوان یکی از آثار ملی ایران به ثبت رسیده است.